# هاروسپکس

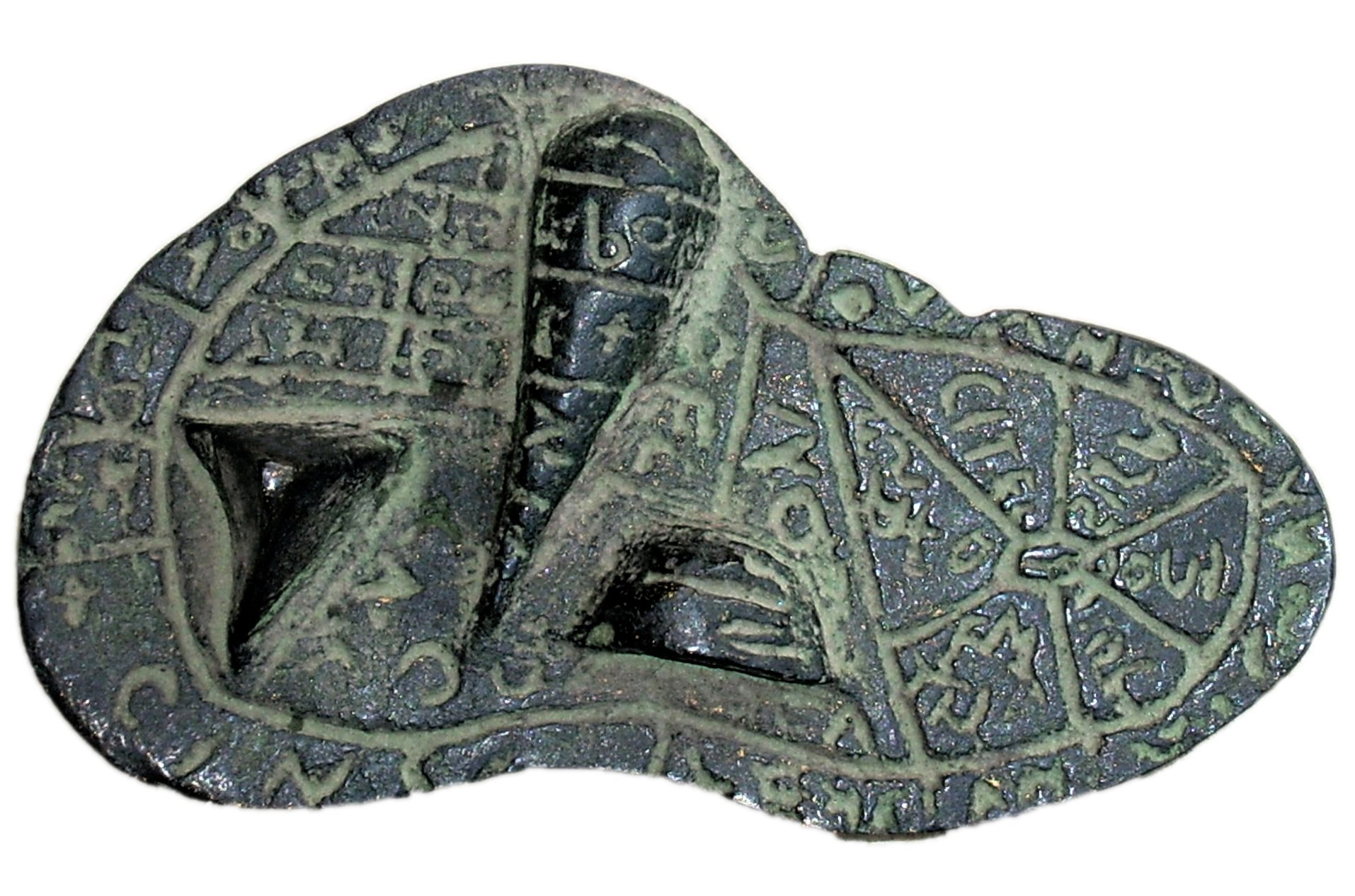
نمودار جگر گوسفندی که در نزدیکی پیاچنزا با کتیبه‌های اتروسک که روی جگر گوسفند جگر برنزی پیاچنزا یافت شد.

هاروسپکس (انگلیسی: Haruspex) در دین روم باستان، شخصی بود که برای انجام نوعی طالع‌بینی به نام فال جگر (هاروسپیسینا) آموزش دیده بود. این نوع طالع بینی با بررسی و تحلیل احشایی که از قربانی کردن حیوان به دست می‌آمد، مخصوصاً جگر گوسفند و طیور قربانی شده، انجام می‌شد. خواندن فال به‌طور خاص از کبد با اصطلاح یونانی «هپاتوسکوپی» (همچنین هپاتومانسی) شناخته می‌شود.

## تعریف
پیشگویان رومی در کار بررسی فال‌ها و نشانه‌ها بودند تا زمان‌های خوش شانس و بدشانسی را برای فعالیت‌های خصوصی و عمومی شناسایی کنند. «هاروسپکس» کسی بود که می‌توانست پیامدهای خوب یا بد احشاء حیوانات قربانی را ارزیابی کند. جگر برای نشانه‌های تأیید یا عدم تأیید الهی خوانده می‌شد. تغییر رنگ، نقص، تراوش، بوی بد، عدم سوختن مناسب، و بسیاری از سرنخ‌های دیگر نشانه‌هایی از ناخرسندی الهی است، و نواحی مختلف یک اندام ممکن است مترجم را در جهت‌های متفاوت، معمولاً بد، نشان دهند. با این حال، جزئیات این عمل که زمانی ضروری بود، اکنون بیشتر از بین رفته‌است.
رومیان باستان راه‌های مختلفی برای تعیین اینکه آیا خدایان یک روش خاص را تأیید می‌کنند یا خیر داشتند. چنین پیشگویی آگوری نامیده می‌شد و هاروسپکس نوعی آگور بود که پیشگویی رسمی روم باستان به‌شمار می‌آمد. وظیفه اصلی هاروسپکس تفسیر اراده خدایان بر اساس تحلیل شکل جگر حیوانات قربانی بود.

## پیشینه

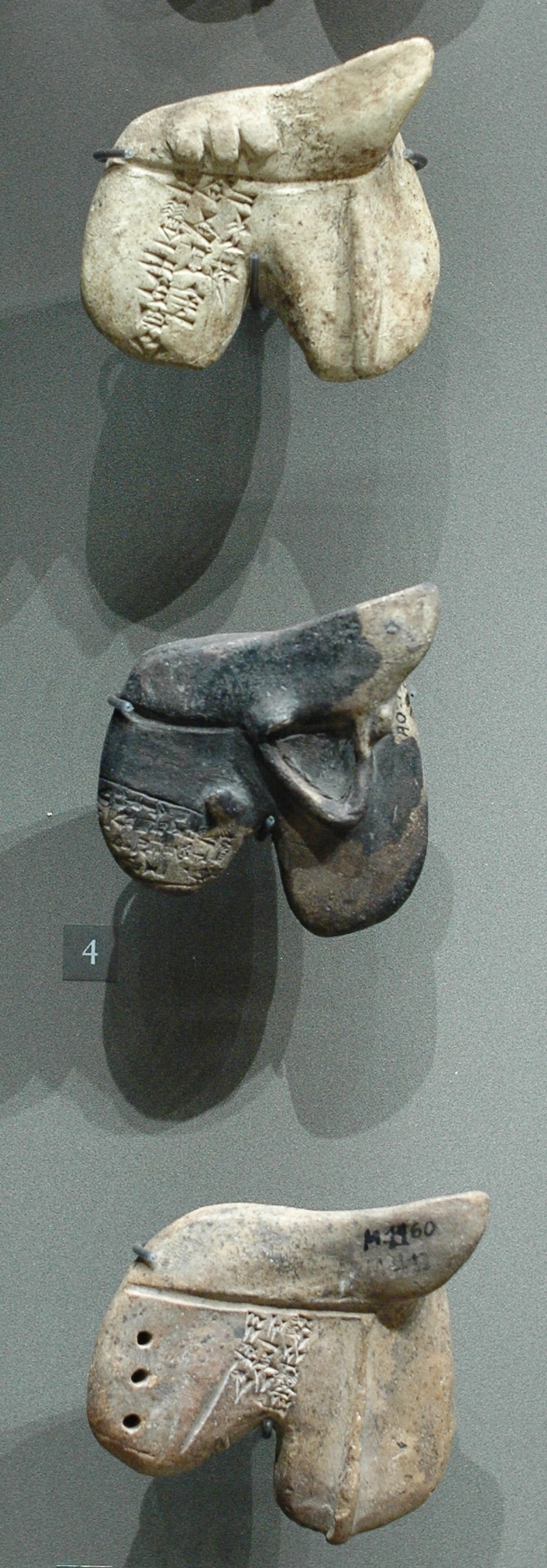
مدل‌های جگر گوسفند سفالی به زبان اکدی که به لهجه‌های محلی نوشته شده‌است، از کاخ ماری به دست آمده، متعلق به قرن ۱۹ یا ۱۸ قبل از میلاد است.

مدل‌های کبد در بابل، ماری (سوریه)، خاتوشا و اتروریا یافت شده‌اند. کتیبه‌هایی که معنای ویژگی‌های جگر را توصیف می‌کند، بسیار رایج است. بابلی‌های باستان در حقیقت معتقد بودند که کبد محل تفکر است. شواهدی از نشانه‌های کبد نشان می‌دهد که از هزاره سوم قبل از میلاد انجام می‌شده و مراسم واقعی پیچیده و پرهزینه بود. در هزاره اول قبل از میلاد، چهار حیوان قربانی مورد نیاز بود. در بین‌النهرین هدف اصلی از پیشگویی این بود که بتواند در برابر تهدیدات آینده عمل کند و اراده خدایان را بداند. این فال‌ها به شدت با تصمیم‌گیری، به ویژه در امور دولتی مرتبط بود. فال‌ها بر مسائل سیاسی، نظامی، اقتصادی و فرهنگی دولتی نیز تأثیر داشتند، اما اینها به شدت بر زندگی مردم تأثیر می‌گذاشت.
هاروسپکس‌ها در ابتدا در ماری (سوریه) (شمال بین‌النهرین) و هیتی‌ها ظاهر شدند. سپس هاروسپکس‌ها در اتروریا (ایتالیا) ظاهر شدند هنگامی که اتروسک‌ها توسط رومیان باستان تسخیر شدند، هاروسپکس‌ها در طول جنگ‌های پونیک (اواسط قرن سوم قبل از میلاد) در روم ظاهر شدند. هاروسپکس هم به دولت و هم به افراد توصیه می‌کرد. بیشتر اوقات، از خدمات آنها توسط سردارانی استفاده می‌شد که می‌خواستند لطف خدایان را برای فعالیت‌های رزمی خود ارزیابی کنند. امپراتور کلودیوس اولین کالج رسمی هاروسپکسی را تأسیس کرد که از شصت نفر تشکیل شده بود - به سرپرستی یک هاروسپکس ماکسیموس خاص. گفته می‌شود که این کالج تا قرن پنجم میلادی فعالیت می‌کرد. بعدها، الکساندر سوروس قرار بود کلیسای جامع هاروسپکس‌ها را ایجاد کند.

## روم

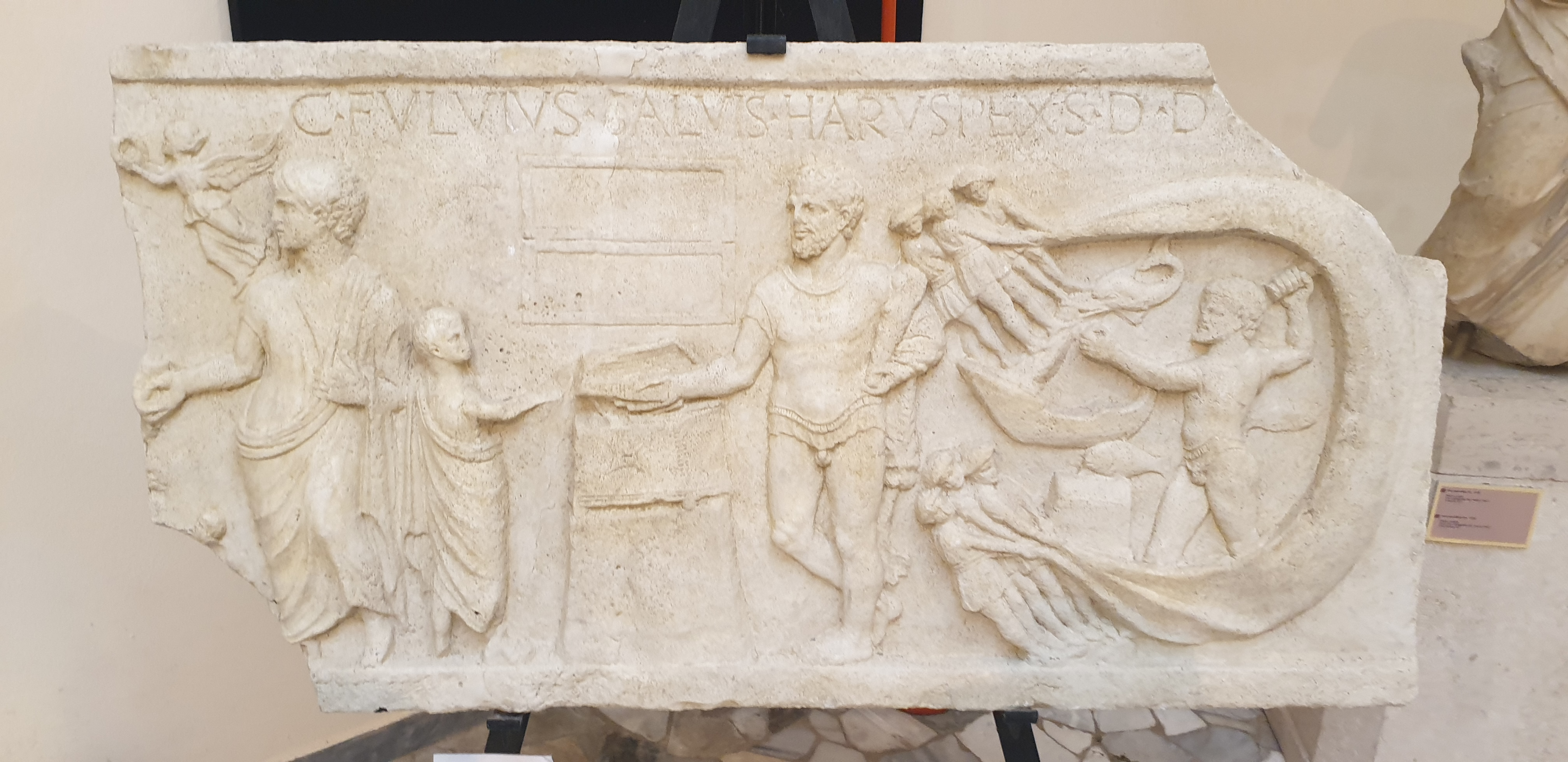
نقش برجسته یک هاروسپکس از معبد رومی هرکول

اگر رومیان باستان واقعاً می‌خواستند بدانند چه اتفاقی می‌افتد، ممکن بود به هاروسپکس روی بیاورند — پیشگویی آینده با بررسی احشا حیوانات — که بسیار دقیق‌تر از آگور تلقی می‌شد. رومیان باستان هاروسپکس را به اتروسک‌ها نسبت می‌دادند که قرن‌ها در شمال غربی ایتالیا زندگی می‌کردند و تأثیر عمیقی بر فرهنگ روم داشتند. (در واقع، برخی از مورخان پیشنهاد می‌کنند که رم توسط اتروسک‌ها تأسیس شده‌است، مجله ساینس در سال ۲۰۲۱ گزارش داد) یک متخصص در هاروسپکسی، هاروسپکس نامیده می‌شد و هاروسپکس‌های اتروسک به ویژه ماهر در نظر گرفته می‌شدند. اما مورخان متذکر می‌شوند که بابلیان باستان و دیگران نیز اعمال مشابهی داشتند. ایده پشت هاروسپکس این بود که اندام‌های داخلی حیوانات — معمولاً گوسفند یا طیور، اما گاهی گاو — که برای خدایان قربانی شده بودند می‌تواند رسانه ای برای پیام‌های آنها باشد. جگر حیوان قربانی مهم‌ترین عضو بود زیرا محل روح به حساب می‌آمد، اما قلب، ریه، کلیه، طحال و روده حیوان نیز مورد بررسی قرار گرفت. هر اندام از نظر وضعیت کلی آن مانند «براق و پر» یا «زمخت و منقبض شده» ارزیابی می‌شد، در حالی که اهمیت زیادی به این می‌شد که آیا کبد برآمدگی به نام «سر کبد» یا "caput iocineris" دارد یا خیر. نداشتن این ویژگی به معنای نامطلوب بودن پیشگویی بود، اما فقط یک هاروسپکس ماهر می‌توانست معنایی را در اندام پیدا کند. مدل‌هایی از کبد نیز ساخته شد، احتمالاً برای مرجع، که نشان می‌دهد بخش‌های مختلف اندام چه چیزی را ممکن است به تصویر بکشد. معروف‌ترین آنها جگر برنزی پیاچنزا، یک مصنوع اتروسکی از حدود ۴۰۰ سال قبل از میلاد است. در سال ۱۸۷۷ در شمال ایتالیا کشف شد.

## فرمان کنستانتین بزرگ
کنستانتین بزرگ در روز بعد از فرمان تعطیلی روزهای یکشنبه در امپراتوری روم در ۷ مارس ۳۲۱، در ۸ مارس، فرمان دیگری صادر کرد و دستور داد تا با هاروسپکس، کسانی که با بررسی احشاء حیوانات قربانی شده، پیشگویی می‌کردند، مشورت کنند. او گفت: «هرگاه صاعقه به کاخ امپراتوری یا هر عمارت عمومی دیگری برخورد کرد، بنابر کاربرد قدیم، باید با هاروسپکس مشورت کرد که چه چیزی ممکن است معنای آن باشد، و گزارش دقیقی از پاسخ برای استفاده ما تهیه شود.»